# Ориана Фалачи
Ориàна Фалàчи (на италиански: Oriana Fallaci) е италианска журналистка и писателка, авторка на произведения в жанровете „съвременен роман“ и „публицистика“.
Участва в Италианската съпротива много млада и е първата италианка, която отива на фронта като специален пратеник. Тя е голям поддръжник на гръцкия културен ренесанс и се среща с най-важните негови личности, включително Александрос Панагулис, с когото има връзка. През последните години от живота ѝ острите ѝ позиции срещу Исляма предизвикват дискусии след атентатите от 11 септември 2001 г. в Ню Йорк – градът, в който живее. 
Нейните творби са преведени на 21 езика, включително английски, испански, френски, холандски, немски, португалски, урду, гръцки, шведски, полски, унгарски, иврит, румънски, сърбо-хърватски, персийски, словенски, датски и български. Книгите ѝ са продадени в около 20 млн. копия по целия свят.

## Биография и творчество

### Семейство и начални години
Ориана Фалачи е родена на 29 юни 1929 г. във Флоренция, Италия, като най-голямата дъщеря на Едоардо Фалачи, занаятчия от тоскански и романски произход, и на Тоска Кантини, домакиня от тоскански произход и с далечен каталонски произход. Има три сестри: Нира и Паола, също журналистки и писателки, и осиновената Елизабета.
Бащата, записан в Италианската социалистическа партия от много малък, е активен антифашист, който включва дъщеря си, много малка, в Съпротивата със задачата на куриер. Така младата Ориана се присъединява към Бригадите на справедливостта и свободата – партизански формации на Партията на действието, изживявайки от първа ръка драмите на войната: през 1944 г., по време на окупацията на Флоренция от нацистите, баща ѝ е заловен и измъчван във Вила Тристе от фашистите начело с Марио Карита. Той по-късно е освободен, докато Фалачи е ангажирана като куриер за транспортиране на боеприпаси от едната страна на река Арно до другата, пресичайки реката на сухата точка, тъй като мостовете са разрушени от германците. За своята активност по време на войната тя получава почетна награда от Италианската армия след войната.

### Журналистически дебют
След като завършва Класическата гимназия „Галилей“, Фалачи се записва в Медицинския факултет на Флорентинския университет. След кратък преход към литературата тя напуска университета, за да се посвети на журналистиката, насърчавана по-специално от чичо си Бруно Фалачи, самият той журналист. Запознава се и с Курцио Малапарте, когото смята за свой учител.
Още като ученичка тя дебютира във вестник „Матино дел Италия чентрале“ – флорентински вестник с католическо вдъхновение, където отразява различни теми – от криминални до съдебни новини и др. Когато отказва да напише статия срещу Палмиро Толяти, както ѝ е наредил редакторът на вестника, той прекъсва сътрудничеството си. Впоследствие се мести в Милано, където започва работа в седмичника „Епока“ на изд. „Мондадори“, тогава ръководен от чичо ѝ Бруно Фалачи. За да не я облагодетелства, той я държи затворена в редакцията, за да картотекира и коригира статиите на сътрудниците, и след това ѝ поверява хрониките на зараждащата се тогава италианска висша мода като кореспондентка на първото историческо модно ревю от 1952 г. в Бялата зала на Палацо Пити във Флоренция.
През 1951 г., когато е на 22 години, първата ѝ статия е публикувана за сп. „Еуропео“. Три години по-късно, когато нейният чичо е уволнен от сп. „Епока“, Ориана също напуска седмичника (1954) и отива в сп. „Еуропео“, ръководено тогава от Микеле Сера. Сътрудничеството продължава до 1977 г. Заради седмичника тя се мести в Рим, центърът на тогавашните обществени новини (това са годините на т. нар. „Долче вита“). Първоначално интервюира местни знаменитости и пише за криминални престъпления, а нейните интервюта са отличени като различни от останалите ѝ колеги. През юли 1956 г. отива в Ню Йорк за първи път, за да пише за звезди и светски личности. От този опит тя черпи материал за първата си книга „Седемте гряха на Холивуд“ (1958), където разказва за фона на социалния живот на Холивуд. Предговорът към книгата е написан от Орсън Уелс.
Връщайки се от Холивуд, тя се среща с Алфредо Пиерони, лондонския кореспондент на киножурнала „Сетимана Инком илустрата“. Между двамата започва връзка и през пролетта на 1958 г. Ориана Фалачи разбира, че чака дете от него, а Пиерони не го желае. През май 1958 г. в Париж тя прави спонтанен аборт, от което рискува живота си. На 28 юни отива в Лондон, за да се срещне с Пиерони за последен път. В пълна депресия прави опит за самоубийство, като поглъща голямо количество сънотворни, след което е настанена в психиатрична клиника
В периода 1958 – 1977 г. е специален кореспондент на списание „Еуропео“ и обикаля много страни. 

### 60-те години
През 1961 г. тя пише доклад за състоянието на жените в Ориента, който става първият ѝ редакторски успех като писателка – „Безполезният пол“ (на бълг. „Ако се родиш жена“). През 1962 г. излиза „Пенелопа отива на война“ – нейната първа наративна творба. Книгата разказва историята на Джо, италианско момиче, което по служебни причини (тя е сценаристка) отива в Ню Йорк, където се среща с хора от миналото си. През 1963 г. публикува „Антипатичните“ – антология с язвителни портрети на известни дейци на киното и културата, интервюирани за сп. „Еуропео“. Всички тези книги са много продавани в Италия и са преведени на основните западни езици.
В навечерието на кацането на Луната от американските Ориана Фалачи заминава за Съединените щати, за да интервюира астронавтите и техниците от НАСА. През 1965 г. публикува книгата „Ако слънцето умре“ – дневник на това преживяване, която посвещава на баща си. За да напише книгата, тя се среща с ръководителя на проекта на мисията, немския учен Вернер фон Браун – този, който по време на Втората световна война е проектирал пакетите Фау-2 за Нацистка Германия и който по това време е директор на НАСА, ангажирани с развитието на Проекта Сатурн.
През 1967 г. заминава като военна кореспондентка на сп. „Еуропео“ за Виетнам. Тя се връща в страната дванадесет пъти за седем години, разказвайки за войната, критикувайки както Виетконг, така и комунистите, както американците, така и южновиетнамците, документирайки лъжи и жестокости, но също така и героизма и човечността на един конфликт, който Фалачи определя като „кървава лудост“. Опитът от войната от първа ръка е събран в книгата ѝ „Нищо и така да бъде“, публикувана през 1969 г.
В средата на 1968 г. журналистката временно напуска фронта, за да се върне в САЩ след смъртта на Мартин Лутър Кинг и Боб Кенеди, и студентските бунтове от онези години. В пасаж от „Нищо и така да бъде“ тя осмива „вандализма на буржоазните ученици, които се осмеляват да се позовават на Че Гевара и след това живеят в къщи с климатик, които ходят на училище с офроуд превозното средство на баща си и които отиват на нощ клуб в копринена риза“.
На 2 октомври 1968 г., в навечерието на Олимпийските игри, по време на протестна демонстрация на мексикански студенти срещу военната окупация на кампуса на Националния автономен университет на Мексико, сега запомнена като Погром в Тлателолко, тя е ранена на Площада на трите скулптури в Мексико от картечен изстрел. Стотици млади хора загиват и самата тя е смятана за мъртва, и е откарана в моргата: едва в този момент един свещеник разбира, че е още жива. Фалачи определя клането като „клане, по-лошо от всяко друго, което съм виждала през войната“.
Като военна кореспондентка тя отразява и конфликтите между Индия и Пакистан, в Южна Америка и Близкия изток.
Между 1958 и 1973 г. има връзка с женения френски журналист и католик Франсоа Пелу, с когото се запознава във Виентам. След отказа му да се разведе тя слага край на връзката и изпраща цялата им кореспонденция на жена му.
През 1969 г. се завръща в САЩ, за да присъства на изстрелването на мисията Аполо 11. Разказът за това преживяване е събран в книгата „Онзи ден на Луната“, публикувана през 1970 г. Тя интервюира и командира на Аполо 12 Чарлз Конрад в навечерието на изстрелването му. Тя изразява съмнения, че всички изречения на астронавтите, включително известното на Армстронг „Една малка стъпка за човека..“ са били решени на масата от НАСА. Конрад я уверява, че не е така и двамата се обзалагат на бутилка алкохол. Кацайки на Луната, Конрад изумява контрола на мисията, като възкликва: „Здравейте! Човече, може да е била малка стъпка за Нийл, но е дълга за мен!“ (шегувайки се с  ниския си ръст). Фалачи очевидно не плаща за бутилката, но дава на Конрад абонамент за сп. „Плейбой“. Конрад носи на Луната снимката й като дете.

### 70-те години и връзка с Панагулис
На 22 август 1973 г. Фалачи се среща с Александрос Панагулис – лидер на гръцката опозиция срещу Гръцката военна хунта, който е бил преследван, измъчван и затворен дълго време. Те се срещат в деня, в който той е освободен от затвора: тя става негова партньорка в живота до смъртта му в мистериозна автомобилна катастрофа на 1 май 1976 г. Според написаното тя забременява от него, но след кавга прави спонтанен аборт (втори или трети от живота си). От разказа за проваленото майчинство тя черпи вдъхновение за книгата „Писмо до едно неродено дете“ – първата ѝ книга, която не е родена от журналистическо разследване. В разгара на дебатите за аборта книгата предизвиквайки обществен дебат. Тя има  голям издателски успех: продадени са 4, 5 млн. копия по целия свят. Според нейния племенник Едоардо Пераци обаче тя е написана през 1967 г. и следователно абортираното дете  не е на Панагулис или поне разказаната история не се отнася за периода на връзката с него, но вероятно към този с американец през 1965 г. Книгата, винаги е заявявала Фалачи , е вдъхновена от молбата на тогавашния директор на сп. „Еуропео“ Томазо Джильо, който ѝ възлага да проведе разследване на абортите. Той ѝ дава четири месеца време, давайки ѝ картбланш за съдържанието. Вместо разследване след шест месеца журналистката се връща с книгата. През 1993 г. самата Фалачи заявява, че той никога не ѝ е простил това неподчинение и че не е говорил с нея петнадесет дни. През август 2015 г. нейният внук, наследник на авторката, разкрива, че е намерил тетрадката с оригиналния ръкопис на произведението, със заглавие на английски, в чекмедже на нейния апартамент в Ню Йорк: Letter to Neverborn Child от 1967 г. Следователно генезисът на очевидно автобиографичния текст - спонтанният аборт, който се случва на Фалачи, трябва да бъде върнат назад.
През 1975 г. тя и Панагулис си сътрудничат в разследването на смъртта на Пиер Паоло Пазолини, приятел на двойката. Фалачи е първата, която заклеймява политическия мотив на убийството на поета. 
Историята на Панагулис е разказана от писателката в романа „Един мъж“, публикуван през 1979 г., както и в дълго интервю, по-късно събрано в „Интервю с историята“. Тя винаги е смятала инцидента с Панагулис за истинско политическо убийство, поръчано от политици, направили кариера при военната хунта. Смъртта му белязва незаличимо живота ѝ.
Дейността ѝ като репортер е последвана от интервюта с важни политически личности, анализи на основните факти от новините и на най-актуалните съвременни теми. Сред личностите, които тя интервюира, са крал Хусейн I от Йордания, Во Нгуйен Зап, Пиетро Нени, Джулио Андреоти, Джорджо Амендола, архиепископ Макарий III, Александрос Панагулис, Нгуен Као Ки, Ясер Арафат, Мохамед Реза Пахлави, Хайле Селасие, Хенри Кисинджър, Уолтър Кронкайт, Федерико Фелини, Индира Ганди, Голда Меир, Нгуен Ван Тхеу, Зулфикар Али Бхуто, Дън Сяопин, Вили Бранд, Шон Конъри, Муамар Кадафи, Енрико Берлингуер, Тензин Гяцо, Пиер Паоло Пазолини и аятолах Хомейни. Някои от тези интервюта са събрани в книгата ѝ „Интервю с историята“, публикувана през 1974 г. Интервюто ѝ с Хомейни е най-известното: тя му задава директни въпроси, обръща се към него като към „тиранин“ и сваля чадора, който е принудена да носи, за да бъде допусната до присъствието му, след като „аятолахът, попитана за статуса на жените в Иран, казва, че ислямската дреха е за уважавани жени и ако не ѝ отърва, да не я носи: 
| „ | Ф: За този чадор например, който ми слагат, за да дойда при Вас и който налагате на жените... Х.: Всичко това не Ви касае. Нашите обичаи не Ви засягат. Ако ислямската дреха не Ви харесва, не е нужно да я носите. Защото ислямската дреха е за млади и уважавани жени. Ф: Много любезно. И щом ми го казвате, веднага събличам този тъп средновековен парцал. Готово. Но кажете ми: жена като мен, която винаги е живяла сред мъже, показваща врат, коса и уши, която е била на война и е спала на фронта с войниците, според вас е неморална жена, не особено добродетелна стара баба ли? | “ |

Аятолахът напуска стаята и приключва интервюто на следващия ден. Раздразненият мъж се позова на журналистката в по-късна реч, като я нарича „онази жена“ и я дава като пример, който не трябва да се следва. Освен това поради недоразумение в деня преди срещата журналистката е принудена да сключи временен шиитски брак (т.е. автоматично разваляем след определен срок) със своя преводач. Всъщност моллата я вижда, докато се преоблича, за да облече чадора в двореца в град Кум, а в същата стая е и преводачът ѝ (женен за испанка), но според действащия закон в Иран мъжът не може да се усамотява с жена, която не му е съпруга, в противен случай рискува да бъде осъден на смърт за изневяра. Самият молла, отговорен за принудителния брак, сгрешава имената на двамата „съпрузи“ и, парадоксално, Фалачи е „омъжена“ за самия молла, поне според иранските закони.
По-късно, при следващото ѝ посещение в Иран по време на кризата с американските заложници, за да се опита да интервюира Аболхасан Банисадр, тя е възпрепятствана да напусне хотела от басиджите. За да може да се върне в Италия, тъй като не успява да се свърже с посланика, Фалачи се обажда по телефона на Ингрид Бергман, която уведомява Президента на републиката Сандро Пертини. Пертини се свърза с посолството, което звъни на властите в Техеран и Фалачи е освободена.
През 1976 г. тя подкрепя листите на Радикалната партия, също и заради техните феминистки кампании. През 1981 г. интервюира Лех Валенса. През 1977 г. е удостоена в почетното звание „доктор хонорис кауза“ по литература от Колумбийския колеж в Чикаго. Присъждайки ѝ почетната степен, президентът на Колумбийския колеж Мирън „Майк“ Александроф я нарича един от най-четените и обичани автори в света.
Пише и сътрудничи на множество вестници и периодични издания, включително „Ню Рипъблик“, „Ню Йорк Таймс“, „Лайф“, „Нувел Обсерватьор“, „Вашингтон Поуст“, „Лук“, „Щерн“ и „Кориере дела Сера“.
През 1980 г. интервюира Дън Сяопин. Майкъл Ранк описва това интервю като „най-разкриващото някога за когото и да било китайски лидер от западен журналист“, по време на което Дън говори откровено за Мао Дзъдун „изключително откровено за китайските стандарти“, докато повечето западни интервюта с китайски лидери са „безвкусни и скучни“.

### „Иншаллах“ и преместване в Ню Йорк
През 1990 г. излиза романът ѝ „Иншаллах“, в който Ориана Фалачи съчетава международната светлина на прожекторите с разказа. Книгата се развива сред италианските войници, изпратени в Бейрут през 1983 г. като част от многонационалните сили в Ливан. Тя издейства от тогавашния министър на отбраната Джовани Спадолини да бъде акредитирана към италианския контингент. Книгата започва с историята на първия двоен самоубийствен атентат от ислямски камикадзета срещу американски и френски казарми, който причинява 299 смъртни случая сред войниците. По време на опита си в Ливан тя се запознава с армейския сержант и бъдещ астронавт Паоло Несполи. Тази среща е решаваща за решението на Несполи да продължи обучението си и да култивира мечтата си да полети сред звездите. Тогава двамата имат 5-годишна връзка.
След излизането на романа Фалачи се изолира, като отива да живее в Ню Йорк, в двуетажна къща на 61-ва улица, в Горния източен район на Манхатън. Там тя започва да пише роман, чиято работа, продължила през 90-те години, е прекъсната от събитията от 11 септември 2001 г. Този роман е публикуван посмъртно на 30 юли 2008 г. като „Шапка, пълна с череши“ – семейна сага, която обхваща италианската история от 1773 до 1889 г.
По това време, в началото на 90-те г., Фалачи открива, че има рак на белите дробове, който по-късно нарича „Извънземното“. От тази болест умират родителите и сестра ѝ. Тя е заклета пушачка, но приписва най-голямата отговорност за рака на това, че е вдишвала в Кувейт, където следи войната в Персийския залив през 1991 г., дима от петролните кладенци, подпалени от Саддам Хюсеин.
За Фалачи Ню Йорк е транзитно място: „Но моят истински дом не е това. Считам за свой истински дом вилата, която имам в Греве ин Кианти: едно селско и красиво цяло, където също живеят родителите ми и малката ми сестра“. Докато е в САЩ, тя изнася лекции в Чикагския университет, Йейлския университет, Харвардския университет и Колумбийския университет.

### След 11 септември 2001 г.
Нейните книги и статии по въпросите на 11 септември предизвикат както похвали, така и протести в политическия свят и в общественото мнение. Чрез тях писателката изобличава упадъка на западната цивилизация, която, заплашена от ислямския фундаментализъм, е смятана от нея за неспособна да се защити. Тя счита, че нарастващият натиск, упражняван през последните години от ислямската имиграция към Европа и по-специално към Италия, съчетан с политически избор, неподходящ според нея, и нарастването на нагласите на взаимна нетърпимост, е демонстрация на истинността на нейните тези. По нейно мнение ще бъдем свидетели на планиран опит от страна на мюсюлманския свят да ислямизира Запада (т. нар. „Теория за Еврабия“), базиран на това, което Фалачи вярва, че са поддържащите структури на Корана, както се вижда от повече от хилядолетие на конфликти и враждебност между мюсюлмани и християни.
Терористичните атаки от 11 септември 2001 г. срещу кулите на Световния търговски център в Ню Йорк ѝ дават кауза за борба срещу ислямския фундаментализъм. Чрез книгите „Гневът и гордостта“, „Силата на разума“ и „Интервю със себе си. Апокалипсис“ тя изразява своята твърда позиция към политическата реалност и зле разбрания либерализъм. За нея Европа е заплашена да бъде завладяна от исляма и всъщност е „обсадена Троя, която се превръща в Еврабия“. 
| „ | Ако изразите искрено мнението си за Ватикана, Католическата църква, папата, Дева Мария, Исус или светците, никой няма да се занимава с вашето право на „свобода на мисълта и словото“. Ако обаче направите същото за исляма, Корана, пророка Мохамед, за някой мюсюлманин – тогава ще ви нарекат ксенофоб и богохулник и ще ви обвинят в расова дискриминация. Ако крещите антиамерикански лозунги, ако наричате американците „убийци“, „негодници“, „врагове на човечеството“, ако изгорите американското знаме и издраскате снимките на американските президенти с пречупени кръстове, нищо няма да ви се случи. Но ако направите същото срещу исляма, тогава ще ви хвърлят на кладата. | “ |

След публикуването на книгата „Силата на разума“ срещу нея са заведени дела за расизъм и ксенофобия в няколко европейски страни, получава и многобройни смъртни заплахи, които не я пречупват.
В подкрепа на военната интервенция в Афганистан, обаче тя изразява известно недоумение по отношение на войната в Ирак от 2003 г., не защото иска да защити Саддам Хюсеин (всъщност Фалачи подкрепя тезата, която се оказва погрешна, за прякото участие на иракския режим в Ал-Каида), а защото вярва, че войната ще предизвика опасна ситуация:
| „ | Г-н Буш, г-н Блеър, наистина ли вярвате, че иракчаните в Багдад ще посрещнат вашите войски така, както ние ги посрещнахме в европейските градове преди шестдесет години – с прегръдки и целувки, цветя и аплодисменти?!? И дори това да се случи (в Багдад може да се случи всичко), какво следва? Повече от две трети от иракчаните, които дадоха на Саддам Хюсеин "сто процента" от гласовете на последните "избори", са шиити, които мечтаят за създаване на Ислямска република Ирак, т.е. режим по модела на иранския. Затова ви питам: какво ще стане, ако вместо да открие концепцията за свобода, вместо да разбере концепцията за демокрация, Ирак стане втори Афганистан, наистина втори Виетнам? По-зле. Какво ще стане, ако вместо да позволи Pax Americana, който е мир, повече или по-малко основан на концепцията за свобода и демокрация, да бъде установен, този хипотетичен втори Виетнам се разшири и целият Близък изток бъде взривен? От Турция до Индия, с неудържима верижна реакция... | “ |

По-късно Фалачи остро критикува американските войници, отговорни за изтезанията в затвора „Абу Гариб“.
Докато продължава да изразява антиклерикални възгледи и се обявява в „Силата на разума“ за „християнка атеистка“, тя публично заявява своето възхищение към папа Бенедикт XVI, който я приема в Кастел Гандолфо на частна аудиенция на 27 август 2005 г. В допълнение към критичната му визия за исляма тя се възхищава на готовността му да не желае да обърне към вярата атеисти като нея: 
| „ | Но знаете ли какво казва той на атеисти като мен? Той казва: „Добре. (Добре е мое, разбира се). Тогава Veluti si Deus daretur. Дръж се така, сякаш Бог съществува." Думи, от които заключавам, че в религиозната общност има хора, които са по-открити и по-резки, отколкото в мирската общност, към която принадлежа. Толкова открити и резки, че те дори не се опитват, дори не мечтаят да спасят душата ми, тоест да ме обърнат към вярата. | “ |

Срещата трябва да остане в тайна по молба на журналистката, но новината става публична три дни след срещата, а съдържанието на разговора така и не е оповестено.
През март 2005 г. вестник „Либеро“ стартира събиране на подписи за това Президентът на републиката да ѝ даде титлата на пожизнен сенатор. Събрани са над 75 хиляди подписа.
В 2005 г. е наградена със златен медал от Президента на Италианската република за приноса ѝ в областта на културата.

### Смърт
Ориана Фалачи умира във Флоренция на 15 септември 2006 г. на 77-годишна възраст след влошаване на здравословното ѝ състояние поради рак на белия дроб, който я засяга от години. Няколко седмици по-рано тя напуска дома си в Манхатън, като точното ѝ желание е да прекара последния дни от живота си в града, в който е родена: 
| „ | Искам да умра в кулата Манели, гледайки към Арно от Понте Векио. Това бе щабът на партизаните, които баща ми командваше, групата „Справедливост и свобода“. Привърженици на Партията на действието, либерали и социалисти. Ходила съм там като дете с бойното име Емилия. Носех ръчни гранати на възрастните. Скрих ги в кошници със салата. | “ |

За да ѝ позволи да се върне в Италия по поверителен начин, Силвио Берлускони ѝ предоставя частен самолет. Въпреки това, като се има предвид, че Кула „Манели“ е неподходяща за болен в нейното състояние, Фалачи е хоспитализирана в клиниката „Санта Киара“, където по-късно умира.
Погребана е в гробището „Алори“ (Лавровото гробище) във флорентинския квартал „Галуцо“ с евангелски ритуал, но в което има и гробници на атеисти, мюсюлмани и евреи, в семейната гробница до паметния камък на Александрос Панагулис, нейния партньор в живота. Екземпляр от в. „Кориере дела Сера“, три жълти рози и златен флорин (награда, която град Флоренция, с голямо противоречие, не иска да ѝ даде), дадени ѝ от Франко Дзефирели, са погребани с ковчега.
По нейно изрично завещание голяма част от голямото ѝ книжно наследство е дарено, заедно с други сувенири като раницата, използвана от писателката във Виетнам, на Папския латерански университет в Рим, чийто ректор тогава е монсеньор Рино Физикела, неин приятел, застанал до нея на смъртния ѝ одър. Обявявайки дарението, Физикела определя това като последния подарък за папа Бенедикт XVI, към когото Фалачи храни „автентично преклонение“.

## Противоречия
В периода 2001-2006 г. силните позиции на Фалачи предизвикват различни полемики и реакции в Италия и чужбина.

### Антиглобализъм. Левица
През ноември 2002 г. писателката отлита за Италия, за да се противопостави на разрешаването на демонстрацията, организирана от антиглобалистите във Флоренция от страх, че събитията от Г8 в Генуа през 2001 г. могат да се повторят. Тя се среща с тогавашния министър на вътрешните работи Джузепе Пизану, тогавашния секретар на Демократическата партия Пиеро Фасино и тогавашния префект на Флоренция Акиле Сера. Фалачи публикува отворено писмо във в. "Кориере дела Сера“, в което моли флорентинците да поставят града в траур при преминаването на демонстрантите. Антиглобалисткото шествие не преминава по улиците на историческия център (само встъпителната демонстрация се провежда на площад „Санта Кроче“) и преминава без големи инциденти. Според нея демонстрацията е преминала без инциденти благодарение на службата за сигурност на синдаката CGIL, която е успяла да „наркотизира проблемните групи на хаотичното движение, известно като антиглобалисти“. Тогава Фалачи припомня миналото в Италианската социална република на Дарио Фо, присъстващ на събитието със съпругата му Франка Раме.
| „ | В един момент приятелят, който ги гледаше с мен по телевизията, прошепна: „Но знаеше ли, че той е бил войник в Република Сало?“. Не знаех, не... И тъй като аз втренчена в него с изненада, видях отново баща си, който беше измъчван от онези от Република Сало през 1944 г. Мъгла падна над очите ми и се чудех как баща ми би реагирал, ако види дъщеря си възмутена и клеветена публично от някого, който е принадлежал на Република Сало. От рода на онези, които го бяха разбили с побой, опекли го бяха с електрошокове и цигари, направиха го почти напълно беззъб. Неузнаваем. Толкова неузнаваем, че когато ни позволиха да го видим и отидохме да го посетя в затвора на ул. „Гибелина“, повярвах, че е непознат. Объркана, стоях там и си мислех „Кой е този човек, кой е този човек“, и той промърмори, целият унил: „Ориана, не ми ли казваш „здравей“?". Видях го отново в това състояние, и си казах: „Горкият татко. За щастие не ги слушаш, не страдаш. Добре, че си мъртъв“. | “ |

По време на шествието са изложени и обидни за Фалачи плакати. От сцената Франка Раме я нарича „терористка“: „Посяването на целия терор, който посяхте с тази статия [„Флорентинци, изразете възмущението си“] е терористичен акт, и как се наричат тези, които се занимават с тероризъм? Терористи! Така че г-жа Фалачи е терористка.“ Освен това Сабина Гудзанти прави карикатурна имитация на Фалачи:
| „ | Вие не познавате трудностите да живееш в Манхатън на трийсет и осмия етаж, докато вие, слабите, не сте имали смелостта дори да разбиете банкомат. Обичам мира и го обичам толкова много, че бих изравнила град със земята и няма да взема пленници. Обичам войната, защото ме кара да се чувствам жива. | “ |

От публиката идва подвикването: „Дано се разболееш от рак“, и Гудзанти, импровизирайки, отговаря: „Вече го имам и нека ти и майка ти се разболеете“. Фалачи отговаря на Гудзанти, заявявайки:
| „ | Млада госпожице, като цивилизован човек Ви пожелавам никога да не се разболявате от рак. Така че нямате нужда от това преживяване, за да разберете, че ракът не е шега. Що се отнася до войната, която сте гледали само на кино, със сигурност нямам нужда от вашия предполагаем пацифизъм, за да я мразя. Всъщност аз я познавам от малко момиченце, когато заедно с родителите ми се борихме да дадем на нея и нейните приятели свободата, от която се възползвате. | “ |

А в книгата „Силата на разума“ Фалачи я нарича „имитаторка без интелект и без цивилизация“ и „жестока гъска, която се представя за мен с каска на главата и се подиграва на болестта ми“.
Още в предишните ѝ книги и статии има остри критики към съдебната система, по-специално през април 2005 г., в статия във в. „Фольо“ на Джулиано Ферара, тя заявява, че в Италия „прекомерната власт на магистратите е достигнала неприемливи висоти. Ненаказани и безнаказани днес управляват магистратите. Като манипулират закона с партизански тълкувания, продиктувани от политическата им войнственост и личните им антипатии, като се възползват от незаслужения им авторитет и следователно се държат като господари". По-късно тя обвинява италианската левица, която, след като е разбрала „огромната власт“ на съдебната система, „я използва безсрамно“. Тази ситуация, според писателката, се е случвала и в Съединените щати: „Днес в Америка рискът от диктатура не идва от изпълнителната власт: той идва от съдебната система“. В книгата „Ориана Фалачи интервюира себе си. Апокалипсис“, флорентинската писателка се позовава на присъдата на Конституционния съд n. 222/2004 г., с който е обявен чл. 14 от Закона Боси-Фини, който предвижда принудителен арест на чужденци, задържани на територията на държавата след заповедта за експулсиране. Тя казва, че не вярва на решението на Съвета („Тези магистрати са си загубили ума“), вярвайки, че тази присъда е станала възможна поради политическата ориентация на членовете на съда: „Направих малко разследване и открих че повечето от тях са Демократическата партия или симпатизанти на тази партия, накратко, хора, хранени с млякото на културната хегемония и неверието се е превърнало в слисване“.

#### Комунизъм
В „Гневът и гордостта“, възприемайки преценки, вече изразени в нейните предишни писания, Фалачи критикува идеологията на комунизма, потвърждавайки, също цитирайки думите на баща си, че той
| „ | забранява на хората да се бунтуват, да се управляват, да изразяват себе си, да забогатпват и поставя Негово Величество Държавата на мястото на обичайните крале. Комунизмът е монархически режим, старомодна монархия. Като такъв той отрязва топките на мъжете. И когато отрежеш топките на един мъж, той вече не е мъж, както каза баща ми. Вместо да изкупи плебса, комунизмът превръща всички в плебс. Кара всички да гладуват. | “ |

Тя също така нарича италианските профсъюзи „лично феодално владение на Карл Маркс“ – епитет, отправен и към някои магистрати, виновни, според нея, за тълкуване на закона според собствените си политически убеждения и лични антипатии: „Слуги на левицата... лично владение на Карл Маркс, изразители на прекомерна власт, достигнала неприемливи висоти. Безнаказани и безнаказани манипулатори на закона с партийни тълкувания, продиктувани от политическата им войнственост и личните им антипатии“.Фалачи винаги е смятала защитата на частната собственост и икономическата свобода за важна.
В „Силата на разума“ писателката отправя остро отворено писмо до Надя Дездемона Лиоче, лидерка на Новите червени бригади.. „Нови червени бригади“ е журналистическото наименование, което посочва различни подривни организации от комунистически произход, възникнали след вътрешното разделение и последващото разпадане на Червените бригади в края на 80-те години на 20 век.Основната от тези организации е тази, известна като Червените бригади за изграждане на комунистическата бойна партия, активна между 1999 и 2006 г., на Надя Дездемона Лиоче и Марио Галези.

### Отношение към исляма и към италианската политика
През 2002 г. Фалачи е съдена в Швейцария от Ислямския център и Сомалийската асоциация в Женева, от офиса на SOS Racisme в Лозана и от частен гражданин за съдържанието, счетено за расистко в „Гневът и гордостта“. През ноември 2002 г. швейцарски съдия издава заповед за ареста й за нарушение на членове 261 и 261 bis от швейцарския Наказателен кодекс и поисква екстрадирането ѝ или, алтернативно, съденето ѝ от италианското правосъдие. Тогавашният министър на правосъдието Роберто Кастели отхвърля искането, напомняйки им, че италианската конституция защитава свободата на изразяване. Епизодът е споменат в книгата ѝ „Силата на разума“.
В интервю, публикувано в „Ню Йоркър“ през май 2006 г., тя обявява, че е възмутена от строителството на джамия в Коле ди Вал д'Елса, заявявайки: „Ако съм още жива, ще отида при приятелите си в Карара, градът от мрамор. Там всички са анархисти; с тях вземам експлозива и я взривявам. Не искам да виждам 24-метрово минаре на пейзажа на Джото, когато не мога дори да нося кръст или Библия в тяхната страна. Така че ще го взривя!“. Италианската анархистка федерация се разграничава от думите ѝ, заявявайки, че е уместно тя „да не се хвали с приятелства или сходни цели с анархистите от Карара или което и да е друго място по света“ и определя Фалачи като „подпалвачка на война“. В речта си тя също така заявява, че не обича мексиканците, припомняйки ужасния начин, по който е била третирана от мексиканската полиция през 1968 г., когато, ранена по време на протеста срещу Олимпиадата, е изпратена в моргата все още жива. В тази връзка заявява: „Ако ми насочат пистолет и ми кажат да избера кой е по-лош между мюсюлманите и мексиканците, бих се поколебала за момент; тогава бих избрал мюсюлманите, защото ме ядосаха."
Тя също така се занимава с визията и мнението на италианската политика. Твърди, че не е гласувала на общите избори през 2006 г. нито в Италия, нито по пощата от Ню Йорк. След като нарича Романо Проди и Силвио Берлускони „двама шибани идиоти“, тя казва за вота: „Защо хората се унижават, като гласуват? Аз не гласувах. Не! Защото имам достойнство. Ако в даден момент преглътнех и гласувах, за някого от тях, бих се изплюя в лицето си.“
В рамките на книгата „Силата на разума“ Фалачи пише отворено писмо до Джанфранко Фини. С остри думи тя го сравнява с Палмиро Толяти, който казва, че е „най-омразният комунист, когото съм познавала“, предвиждайки бъдещите интелектуални аналогии с някои теми от Левицата (като правото на глас за имигрантите): „Г-н Фини, но защо като лидер на Уливо [ Маслиново дръвче ] не се представите Вие?“. В същото писмо Фалачи определя и отношението, което левицата има към Берлускони с думите „отровен вкус".
В последната книга от „Трилогията на Ориана Фалачи“, наречена „Интервю със себе си. Апокалипсис“ (другите две са „Гневът и гордостта“ и „Силата на разума“), флорентинската писателка проследява връзката си с политиката от молбата, отправена от Пиетро Нени да се кандидатира за място в парламента като независим в редиците на Италианската социалистическа партия, срещу дълбоката критика на лявоцентристката насоченост на Втората република. Именно по силата на старата си близост до движението „Справедливост и свобода“, до Италианската социалистическа партия (PSI), но и до Радикалната партия (за изборите през 1976 г. тя обявява, че гласува за радикалите в подкрепа на битките за граждански права), Фалачи винаги е отказвала да бъде етикетирана като симпатизантка на десницата: „...Никога не бих могла да застана на страната на футболния отбор с името Десница“. На страниците на същата книга, посветени на Силвио Берлускони, писателката потвърждава преценките, изразени в предишните ѝ книги: „В „Гневът и гордостта“ му посветих една безпощадна, почти груба малка глава“. Въпреки че за Берлускони твърди, че „е роден от заслугата, син на интелигентността", тя казва, че „този човек е твърде самонадеян“. Въпреки това тя многократно повтаря, че не иска да бъде свързвана с това, което определя като „канибализъм" на левоцентристките опоненти, „които бърборят за демокрация, но дълбоко в себе си са толкова демократични, колкото аз съм мюсюлманка“. На политическата среда на 2000-те един от малкото ѝ приятели е бъдещият секретар на PSI Рикардо Ненчини.
В писмо до Чико Теста от 2000 г., впоследствие разпространено от вестник „Риформиста“ и възприето от други органи на пресата, Ориана Фалачи (която също лично е участвала в Съпротивата) остро критикува убийството на Джовани Джентиле от 15 април 1944 г. и дефинира убийците-антифашисти като „посерковци“. Според резюмето, предложено от в. „Джорнале“, тя пише, че „убийството на Джентиле бе една несправедлива и страхлива гадост. Джентиле не беше фашист. Че антифашистите бяха „посерковци“, защото убиха един велик и беззащитен философ, докато нямаха смелостта да разминират мостовете във Флоренция, които германците бяха минирали“. Критиките към тези изказвания са изразени от Лучано Канфора, Серджо Романо, Марчело Венециани и Мирела Сери.
Фалачи също така критикува Северната лига (Лега Норд) като антипатриотично движение.

### Отношение към евтаназията, хомосексуализма, аборта и ЕС
Ориана Фалачи винаги е защитавала правото на аборт, като символ на цивилизацията и женската еманципация, както съобщава в „Писмо до едно неродено дете“ и в интервюто за предаването „AZ: факт, как и защо“:
| „ | Съжалявам, че съм първата жена, която се изказва, но четвъртата, която се изказва. Тук говорим за проблем, който засяга предимно жените и както обикновено дебатът започва с двама мъже... Надявам се тази вечер всеки от нас да забрави, че абортът не е политическа игра. Че ние жените забременяваме, че ние жените раждаме, че умираме раждайки или абортирайки. И че следователно изборът зависи от нас. От нас жените. И ние, жените, трябва да го приемаме, от време на време, случай по случай, независимо дали ви харесва или не. Ако не ви харесва, ние сами решаваме. Правим това от хилядолетия. От хилядолетия се противопоставяхме на вашите проповеди, на вашия ад, на вашите затвори. Ще ги предизвикаме отново. | “ |

През последните години тя се придържа към проблемите на социалния консерватизъм. В статията за джамията в Коле ди Вал д'Елса тя също така излага личното си противопоставяне на еднополовите бракове („бъдете доволни от свещеното право, което цивилизованият свят признава на всеки правото да обича когото иска, както иска“ казва тя в „Интервюта на Ориана Фалачи“) и гей осиновяванията, заявявайки, че майчинството принадлежи на жените. Тя критикува т. нар. „Гей лоби“ („...както мюсюлманите биха искали всички да станем мюсюлмани, те биха искали всички да станем хомосексуални“). Същевременно заявява, че хомосексуалността сама по себе си изобщо не я разстройва и твърди, че е била голяма приятелка с Пиер Паоло Пазолини, който тя казва, че е гей, както и с Франко Дзефирели. Веднъж твърди, че е бил хазяйка на двама хомосексуалисти, изгонени от наемодателя, след като връзката им е била разкрита; заявява, че дълбоко съжалява за напускането на двамата мъже, след като е изградила „почти фамилиарни“ отношения с тях.
През 2004 г. Фалачи застава срещу евтаназията в случая с Тери Скиаво, представяйки позициите си в статия, публикувана във в. „Фольо“, и срещу референдума за отмяна на закона за медицински асистирана репродукция в статия, публикувана във в. „Кориере дела Сера“.
Европейският съюз също е много критикуван от нея, тъй като тя го вижда като клуб от мъже и жени с високи финанси, които покоряват страните.

### Отношение към религията
Ориана Фалачи винаги се е обявявала за атеистка:
| „ | Войната не е проклятие, присъщо на нашата природа: тя е проклятие, присъщо на Живота. Ние не бягаме от войната, защото войната е част от живота. Това е чудовищно, съгласна съм. Толкова чудовищно, че моят атеизъм произтича най-вече от това. Тоест от моя отказ да приема идеята за Бог, който е измислил свят, в който Животът убива Живота, изяжда Живота. Свят, в който, за да оцелееш, трябва да убиваш и ядеш други живи същества, било то пиле, мида или домат. Ако Бог, създателят, наистина беше замислил тази нужда, казвам, това би бил много лош Бог. | “ |

Тя се обявява и за почитателка на Просвещението:
| „ | Работата е там, че Америка е специална страна, скъпи мой. Държава за завиждане, на която да завиждаш, за неща, които нямат нищо общо с богатството и т.н. Тя е такава, защото е родена от нуждата на душата, нуждата да имаш родина и от най-възвишената идея, която човек някога е измислял: идеята за свобода, наистина за свобода, съчетана с идеята за равенство. Такава е и защото по онова време идеята за свобода не е била модерна. Нито идеята за равенство. За това не говореха и определени философи, известни като просвещенски. Тези концепции не се намираха само в една много скъпа поредна книга, наречена Енциклопедия. И освен писателите или другите интелектуалци, освен принцовете и господарите, които имаха парите да купят голямата книга или книгите, вдъхновили голямата книга, кой знаеше нещо за Просвещението? Да не би Просвещението да беше нещо за ядене! Никой не говореше за него, нито дори деволюционерите от Френската революция, тъй като Френската революция щеше да започне през 1789 г., т.е. тринадесет години след Американската революция, която избухна през 1776 г.. (Друг детайл, който антиамериканците-на-Окея-на-американците,-на-които-им-е-ОК игнорират или се преструват, че игнорира. Какви лицемери.“ | “ |

През последните години от живота си обаче тя се доближава до Католическата църква чрез личното си приятелство с епископ Рино Физикела и с кардинал Йозеф Рацингер, бъдещ папа Бенедикт XVI. Тя смекчава своите антиклерикални позиции, придържайки се в антиислямска роля и към някои аспекти на социалната доктрина на Църквата, като например по етични въпроси (по-специално в статиите, написани през двугодишния период 2004-2006 г., относно аборта и евтаназията). Тя също е смятана за неоконсерваторка и теоконсерваторка, която защитава християнските символи като западни символи, като същевременно никога не приема католицизма, дори на смъртния си одър, и остава „ християнка-атеистка“, както тя самата се нарича : „Аз съм христианска атеистка. Не вярвам на това, което сочим с термина „Бог“.“ Християнският атеизъм е форма на християнство, която приема ученията, разказите, символите и/или общностите, свързани с Исус, без да приема буквалното съществуване на Бога:
Чрез своите писания Фалачи защитава евреите и правото на съществуване на държавата Израел, като остро осъжда антисемитизма.

### Критика на италианския феминизъм
В „Гневът и гордостта“ Фалачи отправя критики към италианското феминистко движение, виновно за това, че я е обидило, вместо да ѝ благодари „за това, че съм ви проправила пътя, за да покажете, че една жена може да върши всякаква работа“, бидейки Фалачи пример за напълно еманципирана жена, която преди е поела работа, обикновено изпълнявана от мъже. Тя ги разкритикува и за поведението им напоследък: „Как така никога не организирате лай пред посолството на Афганистан или Саудитска Арабия, или някоя друга мюсюлманска държава?“ Една силна жена, символ на женската еманципация, способна да интервюира великите мъже в историята, без никога да бъде доминирана, способна да демонстрира на света от 20 век, че жените могат да постигнат същите цели като мъжете.

## Произведения
- I sette peccati di Hollywood (1958)
- Il sesso inutile, viaggio intorno alla donna (1961)
Ако се родиш жена, изд. „Сиела“, София (2023), прев.
- Penelope alla guerra (1962)
- Gli antipatici (1963)
- Se il Sole muore (1966)
- Niente, e cosí sia (1969)
- Quel giorno sulla Luna (1970)
- Lettera a un bambino mai nato (1975)
Писмо до едно неродено дете, изд. „Хр. Г. Данов“, Пловдив (1977), прев. Божан Христов
- Intervista con la storia (1976)
- Un uomo (1979)
Eдин мъж, изд. „Сиела“, София (2011), прев. Росица Николова
- Insciallah (1990)
Иншаллах, изд. „Роял 77“, Варна (1994), прев. Елка Попова
- La Rabbia e l'Orgoglio (2001)
Гневът и гордостта, изд. „Култура“, София (2001), прев. Нева Мичева
- La Forza della Ragione (2004)
Силата на разума, ИК „МаК“, София (2008), прев. Огнян Дъскарев
- Oriana Fallaci intervista sé stessa – L'Apocalisse (2004)
Интервю със себе си. Апокалипсис, ИК „Ера“, София (2009), прев. Таня Кольовска
- Un cappello pieno di ciliegie (2008)
Шапка, пълна с череши, изд. „Литературен вестник“, София (2008), прев. Росица Николова